# Hauptbahnhof Nord (metropolitana di Amburgo)
Hauptbahnhof Nord è una fermata della metropolitana di Amburgo, sulla linea U2 e dal 2012, U4. Essa è collegata alla stazione Centrale di Amburgo e alla fermata Hauptbahnhof Süd, sulle linee  e .